# Griesbach-le-Bastberg
Pour les articles homonymes, voir Griesbach et Bastberg.
Griesbach-le-Bastberg [gʁisbax lə bastbɛʁk] est une commune du Bas-Rhin. Depuis le 1er mars 1973, ce village est une commune associée de Bouxwiller.

## Toponymie
Le nom de ce village peut se traduire en « ruisseau caillouteux ou sablonneux ». Ce toponyme provient de deux mots allemands; Griess, gravier et Bach, ruisseau. On lui accola le nom de la colline voisine du Bastberg pour faire la différenciation avec deux autres villages alsaciens, Griesbach et Griesbach-au-Val.

## Histoire
Le 1er mars 1973, la commune de Griesbach-le-Bastberg est rattachée à celle de Bouxwiller sous le régime de la fusion-association.

## Héraldique
| Blason de Griesbach-le-Bastberg | Blason  | D'or à la roue de moulin de sable |
| Blason de Griesbach-le-Bastberg | Détails |                                   |

## Administration
| Période                                  | Période  | Identité      | Étiquette | Qualité               |
| ---------------------------------------- | -------- | ------------- | --------- | --------------------- |
| 2008                                     | 2020     | Marc Riehl    |           |                       |
| 2020                                     | En cours | Stéphane Fath |           | Responsable d'atelier |
| Les données manquantes sont à compléter. |          |               |           |                       |

## Démographie
| 1911 | 1921 | 1926 | 1931 | 1936 | 1946 | 1954 | 1962 | 1968 |
| ---- | ---- | ---- | ---- | ---- | ---- | ---- | ---- | ---- |
| 218  | 194  | 181  | 179  | 164  | 156  | 156  | 141  | 144  |

## Sobriquet en langue alsacienne
- Deifel (les diables). En référence à la mauvaise réputation de la colline du Bastberg[4].